# Ordine del Falco bianco
L'Ordine dinastico del Falco bianco (detto anche ordine della Vigilanza) fu un ordine cavalleresco fondato nell'ambito del ducato di Sassonia-Weimar.

## Storia

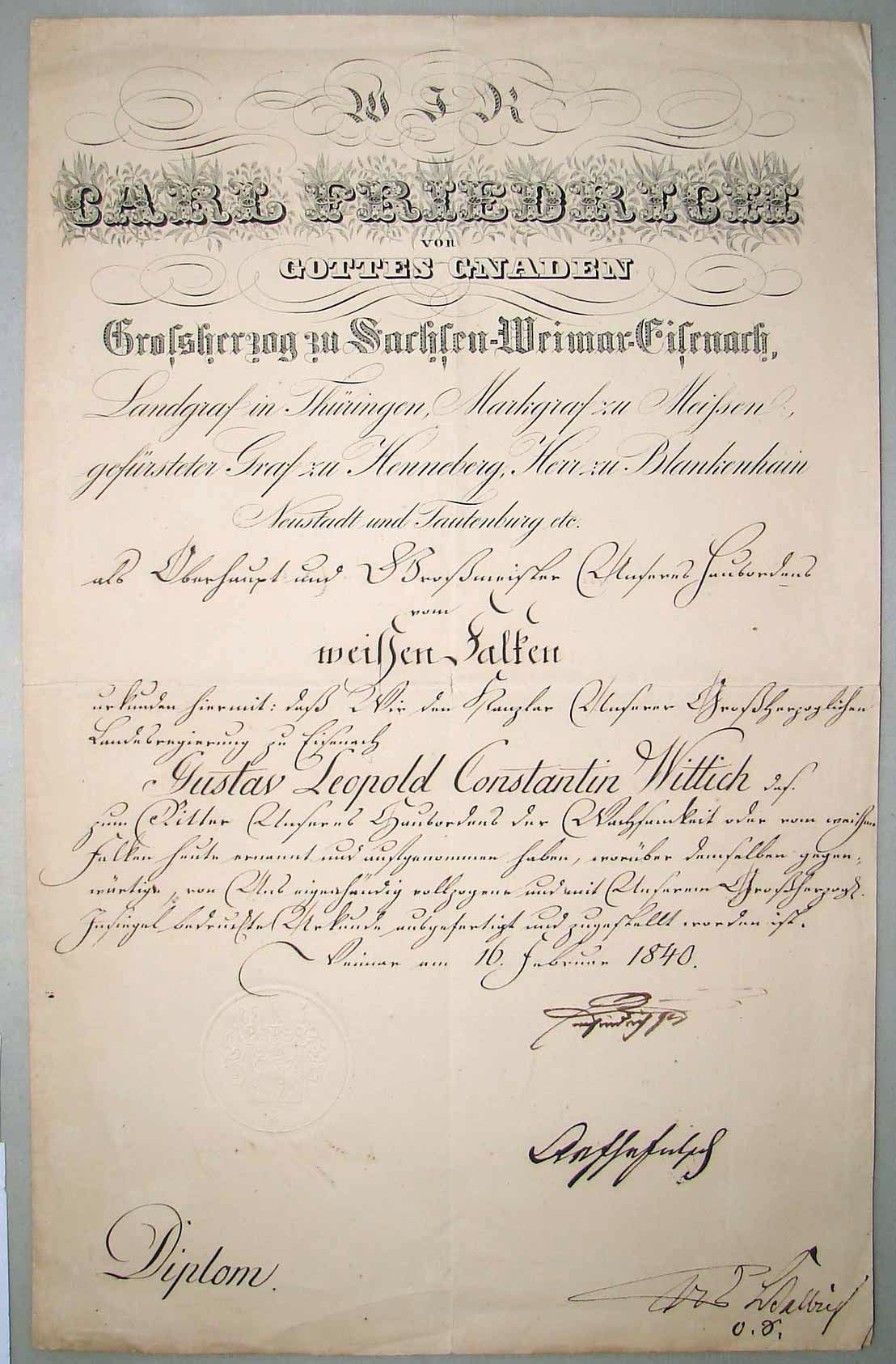
Diploma di concessione della gran croce dell'ordine del Falco bianco al cancelliere sassone Gustav Wittich.

La caccia col falcone era uno dei passatempi tipici dell'epoca medioevale ed il falco stesso era considerato un simbolo dell'aristocrazia, rappresentazione che rimase ampiamente utilizzato sino alla fine del Settecento.
L'ordine venne fondato il 2 agosto 1732 dal duca Ernesto Augusto I di Sassonia-Weimar, dedicandolo indirettamente all'imperatore Carlo VI, dal quale era stato feldmaresciallo secondo luogotenente e utilizzando anche il termine francese “de la Vigilance” per definirlo.
Nel corso del tempo il numero dei membri di questo ordine crebbe al punto che la medaglia divenne diffusissima. Nel 1806, però, restava in vita un solo cavaliere e quando il nipote del fondatore, il duca Carlo Augusto raggiunse il proprio quarantesimo anno di età, recuperò l'ordine, rinnovandone lo statuto al 18 ottobre 1815.
La medaglia era conferita solo a chi era originario dello Stato di Sassonia-Weimar. L'ordine divenne il maggiore del paese.
Quando nel 1809 il duca Carlo Augusto ottenne anche il governo del ducato di Sassonia-Eisenach e unì i propri domini nel ducato di Sassonia-Weimar-Eisenach (elevato poi a granducato nel corso del congresso di Vienna nel 1815), l'ordine continuò ad essere il principale ordine della casata anche nel nuovo Stato.

## Gradi
L'ordine era suddiviso in tre classi di benemerenza con numeri precisi, ampliati nel 18 febbraio 1840 con l'aggiunta di una quarta classe, l'ultima:
- cavaliere di gran croce (20 membri ad eccezione dei principi della casa regnante)
- commendatore (25 membri)
- cavaliere di I classe (50 membri)
- cavaliere di II classe

Tra gli insigniti della gran croce dell'ordine si ricorda Johann Wolfgang von Goethe.

## Insegna
La medaglia dell'ordine consisteva in una croce di Malta smaltata di bianco e bordata d'oro. Al centro, un medaglione dorato, accoglieva la figura di un falcone bianco. Sul retro, la croce rappresentava una stella verde su sfondo bianco col motto "VIGILANDO ASCENDIMUS" ("Vigilando ascendiamo").
La decorazione intera era circondata da una corona d'alloro e sostenuta al nastro tramite una corona ducale.
Il nastro era completamente rosso e all'onorificenza era abbinata anche una stella da petto per la gran croce e la commenda (le quali si differenziavano tra loro per ampiezza).
Nel caso di decorazioni per meriti speciali, esisteva anche un collare dell'ordine, il quale alternava la figura di un falcone con i monogrammi “C.A.”. In caso di onorificenza per meriti militari la croce poteva essere unita con due spade incrociate sul retro.
La festa annuale cadeva il 18 ottobre.

## Insigniti notabili
- Ernesto Augusto I di Sassonia-Weimar
- Giovanni Guglielmo di Sassonia-Weimar
- guglielmo Enrico di Sassonia-Eisenach
- Francesco Giosea di Sassonia-Coburgo-Saalfeld
- Giovanni Federico di Schwarzburg-Rudolstadt
- Friedrich Heinrich von Seckendorff, feldmaresciallo imperiale
- Gustav Wittich, cancelliere del granducato di Sassonia-Weimar-Eisenach
- Georg Wilhelm von Rheinbaben, presidente del parlamento del granducato di Sassonia-Weimar-Eisenach
- Johann Ernst Wilhelm von Nesselrodt
- Hermann Carl von Pommern-Braunschweig,
- Carl Wilhelm Constantin Stichling
- Gottfried Bernhard Wilhelm Theodor Stichling
- Otto Wilhelm von Romrod, maggiore generale
- Woldemar von Scheiding, colonnello svedese
- Ferdinand David, maestro delle cerimonie di Lipsia
- Johann Wolfgang von Goethe, poeta, scrittore e ministro a Weimar
- Pietro di Oldenburg, duca tedesco